# Volta a Suïssa 1969
La Volta a Suïssa 1969 fou la 33a edició de la Volta a Suïssa. Aquesta edició es disputà del 12 al 20 de juny de 1969, amb un recorregut de 1.501 km distribuïts en 9 etapes, dues d'elles dividides en dos sectors. La sortida fou a Zúric, mentre l'arribada fou a Zurzach.
El vencedor final fou l'italià Vittorio Adorni, que s'imposà clarament, amb gairebé quatre minuts de diferència, sobre l'espanyol Aurelio González. El suís Bernard Vifian completà el podi. González també guanyà la classificació de la muntanya, mentre Jan Janssen aconseguí la dels punts i el KAS-Kaskol fou el millor en la classificació per equips.

## Etapes
| Etapa | Data       | Recorregut                 | Km    | Vencedor d'etapa          | Líder de la general       |
| ----- | ---------- | -------------------------- | ----- | ------------------------- | ------------------------- |
| 1a    | 12 de juny | Zúric - Brugg              | 180   | Luciano Armani (ITA)      | Luciano Armani (ITA)      |
| 2a    | 13 de juny | Brugg - Binningen          | 193   | Ambrogio Portalupi (ITA)  | Ambrogio Portalupi (ITA)  |
| 3a A  | 14 de juny | Binningen - Solothurn      | 64    | Walter Godefroot (BEL)    | Ambrogio Portalupi (ITA)  |
| 3a B  | 14 de juny | Solothurn - Balmberg (CRI) | 12    | Herman Van Springel (BEL) | Herman Van Springel (BEL) |
| 4a    | 15 de juny | Solothurn - Gstaad         | 172,5 | Enrico Paolini (ITA)      | Herman Van Springel (BEL) |
| 5a    | 16 de juny | Gstaad - Crans-Montana     | 145   | Vittorio Adorni (ITA)     | Vittorio Adorni (ITA)     |
| 6a    | 17 de juny | Crans-Montana - Lugano     | 225   | Herman Van Springel (BEL) | Vittorio Adorni (ITA)     |
| 7a    | 18 de juny | Lugano - Davos-Jakobshorn  | 196,5 | Mariano Díaz (ESP)        | Vittorio Adorni (ITA)     |
| 8a    | 19 de juny | Davos-Jakobshorn - Wohlen  | 174,5 | Julien Stevens (BEL)      | Vittorio Adorni (ITA)     |
| 9a A  | 20 de juny | Wohlen - Zurzach           | 87,5  | Herman Van Springel (BEL) | Vittorio Adorni (ITA)     |
| 9a B  | 20 de juny | Zurzach - Zurzach (CRI)    | 44    | Vittorio Adorni (ITA)     | Vittorio Adorni (ITA)     |

## Classificació final
|    | Ciclista                  | Equip            | Temps       |
| -- | ------------------------- | ---------------- | ----------- |
| 1  | Vittorio Adorni (ITA)     | Scic             | 40h 30' 21" |
| 2  | Aurelio González (ESP)    | KAS-Kaskol       | + 3' 48"    |
| 3  | Bernard Vifian (SUI)      | Tigra            | + 9' 35"    |
| 4  | Wilfried David (BEL)      | Flandria         | + 10' 03"   |
| 5  | Joaquim Galera (ESP)      | Fagor            | + 10' 56"   |
| 6  | Louis Pfenninger (SUI)    | Zimba            | + 11' 09"   |
| 7  | Dieter Puschel (GER)      | KAS              | + 11' 10"   |
| 8  | Herman Van Springel (BEL) | Dr. Mann-Grundig | + 11' 51"   |
| 9  | Willy van Neste (BEL)     | Dr. Mann-Grundig | + 12' 05"   |
| 10 | Jan Janssen (NED)         | Bic              | + 12' 08"   |